# Klapptastatur

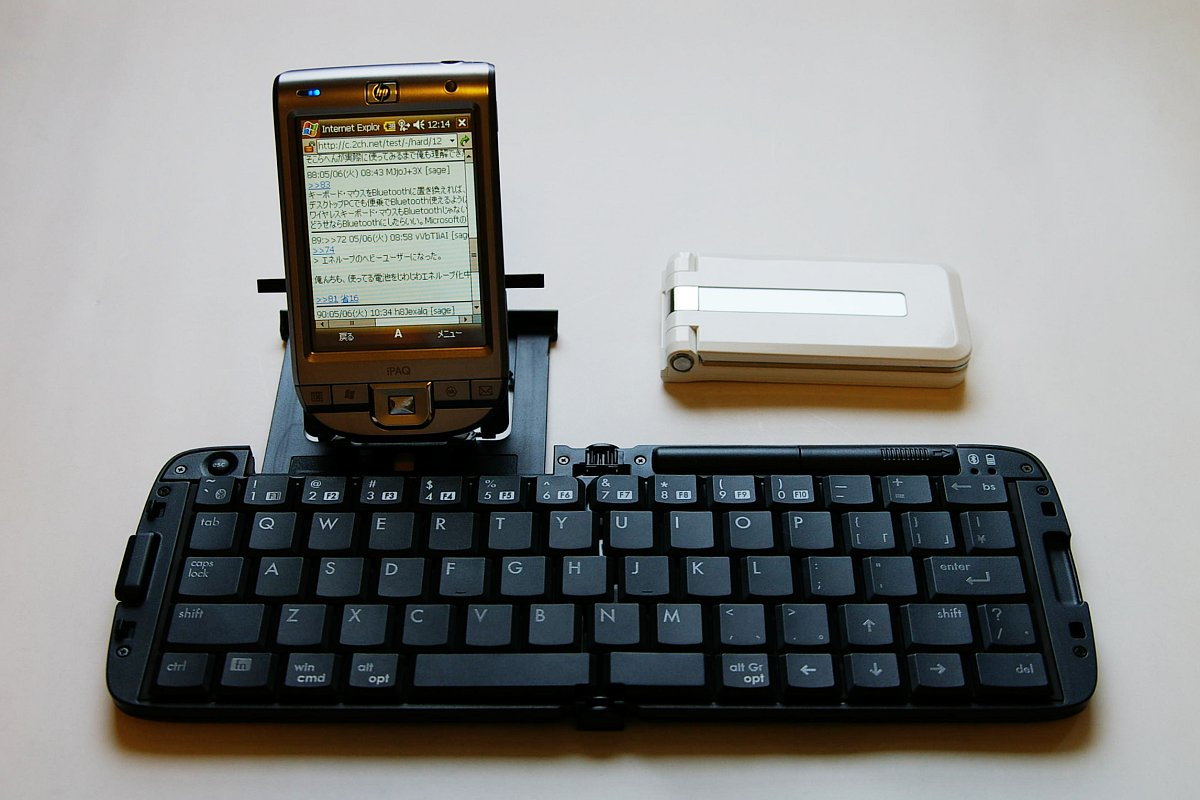
Klappbare Bluetooth-Tastatur an einem HP iPAQ 112

Eine Klapptastatur ist eine zusammenklappbare, zusammenfaltbare oder zusammenrollbare Tastatur für Rechner. 
Klapptastaturen finden im Allgemeinen Einsatz, um PDAs oder MDAs die keine eigene oder nur eine unzureichende (etwa zu kleine oder QWERTY-) Tastatur haben, besser bedienbar zu machen.
Die Klapptastatur wird entweder einfach an einer geeigneten Schnittstelle angeschlossen (z. B. USB, Mini-USB) oder z. B. per Bluetooth o. Ä. kabellos mit dem Gerät verbunden und kann danach wie eine gewöhnliche Tastatur verwendet werden. Der Schreibkomfort ist etwas geringer als bei einer normalen Tastatur, da die Tasten aus Platzgründen meist enger zusammenliegen.